# Bolero Film
Bolero Film è stato un rotocalco pubblicato in Italia dal 1947 al 1980 dalla Mondadori; fu la prima rivista italiana a pubblicare fotoromanzi.

## Storia editoriale
A seguito del grande successo del rotocalco Grand Hotel (1946) che proponeva storie melodrammatiche/romantiche realizzate a fumetti, vennero fondate altre riviste. Queste riviste, oltre alle storie a fumetti, proponevano rubriche nel quale si rispondeva alle lettere dei lettori e si davano consigli di vario genere. Su questa scia venne fondato nel 1947 dalla Mondadori Bolero Film che fu, insieme a Il mio sogno, la prima rivista a realizzare le storie con fotografie al posto dei fumetti per riprodurre le diverse scene funzionali al racconto della trama, facendo nascere i primi veri e propri fotoromanzi. Fu il direttore della rivista, Luciano Pedrocchi, ad avere l'idea di sostituire ai disegni le fotografie. Nel 1958 la rivista arriva a vendere 2 milioni di copie, per tre quarti donne.
I soggetti delle storie erano inizialmente scritti da autori come Guido Martina, Damiano Damiani, Italo Tassotti, Stefano Verri e Dante Guardamagna e, negli anni successivi, anche da altri come Alberta Giglio, Giancarlo Albano e Alberto Penna. Negli anni settanta vennero pubblicati fotoromanzi prodotti anche da società esterne.